# الکتون (ایلینوی)
الکتون (به انگلیسی: Elkton) یک منطقهٔ مسکونی در ایالات متحده آمریکا است که در شهرستان واشینگتن، ایلینوی واقع شده‌است. الکتون About۵۰ نفر جمعیت دارد و ۱۵۲٫۱ متر بالاتر از سطح دریا واقع شده‌است.